# Шкала оценки поведения новорождённых
Шкала оценки поведения новорождённых Т. Берри Бразелтона (англ. Brazelton Neonatal Behavioral Assessment Scale; BNBAS; NBAS) — система оценки состояния новорождённого. Она включает неврологические тесты, а также тесты на определение поведенческих возможностей и социальной отзывчивости новорождённого.
Результаты, полученные в ходе измерения, позволяют делать ранние прогнозы по поводу социального развития и развития личности ребёнка, включая сильные стороны, а также трудности и отклонения.

## История
Шкала была разработана американским педиатром Томасом Берри Бразелтоном в 1973 году. Когда шкала была впервые опубликована, люди только начинали оценивать всю широту возможностей младенцев, и поэтому имеющиеся тогда тесты были разработаны для оценки проявления рефлексов новорождённых. В клинических условиях оценка новорождённых ограничивалась шкалой Апгар. А шкала Бразелтона была разработана таким образом, чтобы выйти за рамки имеющихся оценок, выявив сильные стороны младенца, и в то же время провести медицинский осмотр.
Шкала Бразелтона с 1973 года несколько раз переиздавалась:
- 2-е издание (1984 год) — были добавлены дополнительные пункты и критерии оценки для использования шкалы с младенцами из группы риска;
- 3-е издание (1995 год) — к Т. Б. Бразелтону присоединился в качестве соавтора Дж. Кевин Ньюджент, который добавил рекомендации по клиническому применению данной шкалы;
- 4-е издание (2011 год) — добавилось большое количество исследований и клинических применений шкалы.

## Процедура проведения
Тест проводят на детях возраста от трёх дней до 2-ух месяцев. BNBAS оценивает поведенческий репертуар новорождённого по 28 пунктам, каждый из которых оценивается по 9-балльной шкале, а также включает оценку неврологического статуса младенца по 20 пунктам, каждый из которых оценивается по 4-балльной шкале. Шкала Бразелтона также применяется как во время бодрствования, так и во время сна.
В Шкале исследуются насколько хорошо ребёнок справляется с различными задачами и выясняется, нуждается ли он в дополнительной помощи по уходу.
Все 48 пунктов шкалы можно разделить на 7 подшкал:
1. привыкание (как быстро ребёнок реагирует на свет, звук колокольчика и другие раздражители и как скоро к ним привыкает);
2. ориентировочная реакция (как быстро ребёнок поворачивает к раздражителю: свет, колокольчик и т. д.);
3. мышечный тонус и двигательная активность (насколько устойчива двигательная реакция ребёнка);
4. динамика состояний (насколько быстро ребёнок может переходить из одного состояния в другой: от сна к бодровстованию, от спокойного состояния к крику);
5. регулировка состояний (легко ли успокаивается ребёнок и каким образом);
6. вегетативная устойчивость (как ребёнок реагирует на стимулы: внезапным вздрагиванием или дрожью);
7. рефлексы (насколько адекватно новорождённые демонстрирует рефлексы выживания и примитивные рефлексы).

В итоге специалист получает яркий портрет новорождённого, который можно использовать для того, чтобы организовать уход за ребёнком, которые будет соответствовать его индивидуальным физическим потребностям и поведению.

## Применение шкалы Т. Бразелтона
Оценочная шкала Бразелтона предоставляет достаточно много информации, необходимой для дальнейшего развития ребёнка. Однако является более трудоёмким процессом, поэтому используется реже, чем другие оценочные тесты новорождённых
Шкала Бразелтона имеет значительную исследовательскую базу и используется в качестве исследовательского инструмента. Например, шкала применялась в исследованиях для оценки: влияния низкой массы тела при рождении на недоношенных младенцев; последствий употребления кокаина во время беременности, Гендерных различий у новорождённых, влияния дородового настроения матерей, последствий употребления алкоголя в перинатальный период и др.
Также существуют исследования, подтверждающие, что матери, поведение детей которых было оценено по шкале Бразелтона, были более уверенными в себе и компетентными в общении с ребёнком.
Шкала используется и для кросс-культурных исследований. В них, несмотря на основные универсальные процессы младенчества, показано, что диапазон и форма этих процессов формируются под влиянием каждой отдельной культуры.

## Критика
Несмотря на широкое применение, шкала Бразелтона подвергалась критике. Во-первых, она не подразумевает никаких норм, то есть нет стандартных показателей, с которыми можно сравнить баллы конкретного новорождённого. Во-вторых, исследования показывают, что полученные данные об интеллекте ребёнка имеют недостаточную конструктивную и прогностическую валидность, то есть шкала имеет малодостоверные данные для прогнозирования будущего интеллекта ребёнка
Таким образом, оценочная шкала поведения новорождённых является хорошим инструментом исследования и дополнением к медицинским тестированиям, однако использование в качестве единичного теста может не привести к надёжным результатам.